# Wade (Mississippi)
Wade é uma Região censo-designada localizada no estado americano de Mississippi, no Condado de Jackson.

## Demografia
Segundo o censo americano de 2000, a sua população era de 491 habitantes.

## Geografia
De acordo com o United States Census Bureau tem uma área de
11,4 km², dos quais 11,3 km² cobertos por terra e 0,1 km² cobertos por água.

## Localidades na vizinhança
O diagrama seguinte representa as localidades num raio de 20 km ao redor de Wade.